# 낙산장
낙산장(駱山莊)은 서울특별시 종로구 동숭동에 위치하던 기와집으로, 일제강점기의 독립운동가이자 대한민국의 정치인인 조성환과 신익희의 자택이다. 1948년까지 조성환 내외와 동거하였고, 사후 1955년까지 신익희의 사저로 활용하였다. 해공이 대통령후보로 나오기 전부터 장급 저택으로 분류되었다. 신익희 사후에는 그의 첩이었다가 두 번째 부인이 된 김해화가 1980년 성북으로 이사갔다가 다시 손자의 집에 갈 때까지 거주하였다.

## 개요
한 담장 안에 방은 두개의 건물로, 각자 안방, 건넌방, 사랑방과 마루가 있었다. 조성환과 신익희가 함께 거주하였으며 조성환 사후에는 신익희가 홀로 거주하다가 1948년부터는 민간에 세를 주기도 했다. 백의사의 회합장소로 쓰이기도 했다. 
일제강점기 초반에 일본식으로 건축된 다다미방으로, 방의 구조는 세 칸의 방과 마루가 있었다. 가운데 방을 중심으로 양쪽에 방과 마루가 있고, 왼쪽 방 뒤편으로 방 한 칸이 더 있는 구조였다.
1945년 11월 조선호텔에서 임시로 거주하던 신익희 내외에게 낙산장이 기부되었다. 이에 신익희 내외와 아들 신하균 내외, 비서이자 종손인 신창현, 비서 유치송 등이 들어와서 살았고, 임정 출신 독립운동가이자 신익희 형의 처종손이었던 조성환 내외도 함께 입주해서 살았다. 1948년 조성환 사후 신익희 일가족이 거주하다가 1955년 신익희 사후 둘째 부인 해화 김순이가 생활하였다.

## 같이 보기
- 신익희
- 백의사
- 이화장
- 혜화장
- 안동장
- 경교장
- 안동장
- 삼청장
- 돈암장
- 마포장
- 전동장